# Melissoptila micheneri
Melissoptila micheneri là một loài Hymenoptera trong họ Apidae. Loài này được Genaro mô tả khoa học năm 2001.